# Sigmund Joseph Zimmern

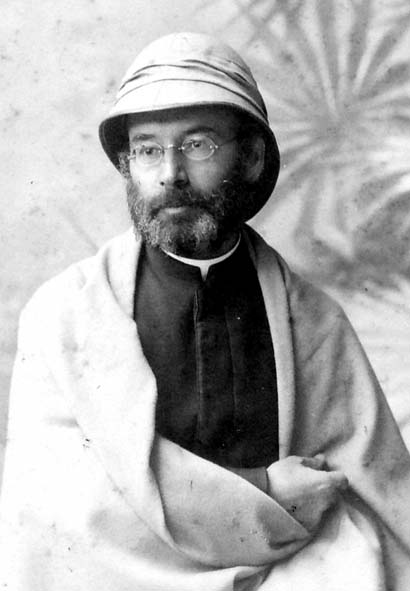
Sigmund Zimmern auf einer Orientreise (um 1890)

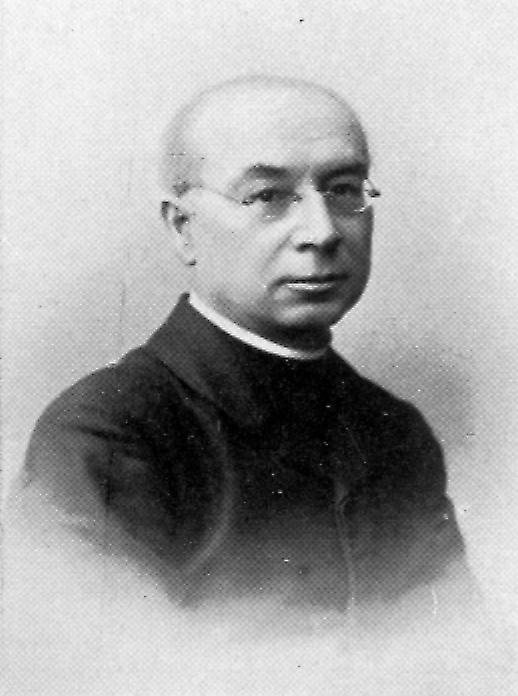
Sigmund Zimmern (um 1900)

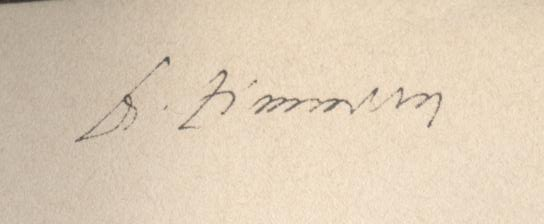
Eigenhändiger Besitzervermerk „Dr. Zimmern“, aus einem seiner persönlichen Bücher

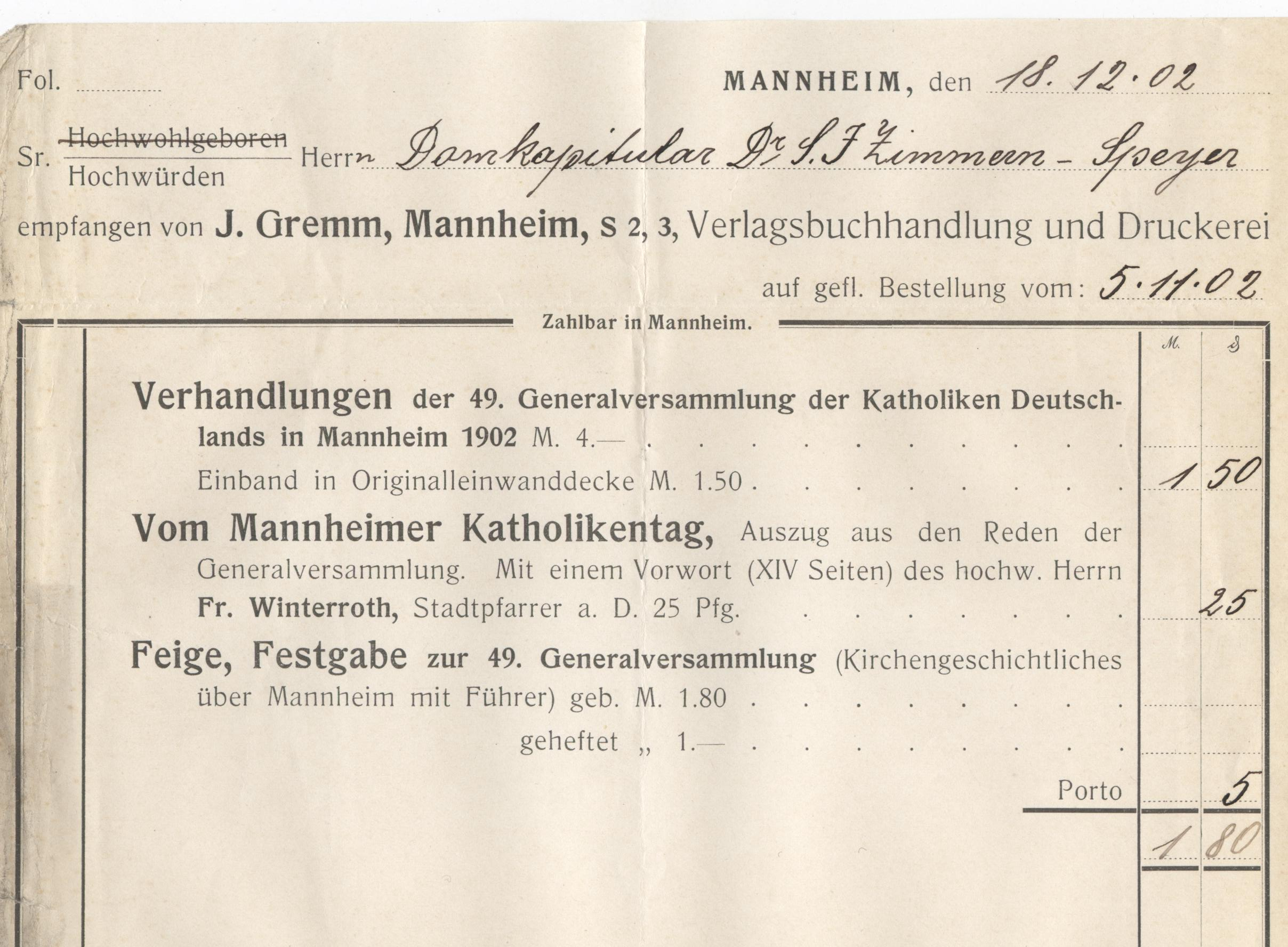
Buchrechnung aus dem persönlichen Besitz von Domkapitular Zimmern

Sigmund Joseph Zimmern (* 11. Juni 1838 in Mannheim; † 27. März 1914 in Speyer) war ein katholischer Priester, Domvikar und Domkapitular der Diözese Speyer, Summus Custos (Hüter) des Speyerer Domes, Päpstlicher Hausprälat und Bayerischer Landtagsabgeordneter. Als jüdischer Konvertit zählt er zu den interessantesten Gestalten des Speyerer Domkapitels.

## Leben
Sigmund Zimmern ist am 11. Juni 1838 als Sohn jüdischer Eltern in Mannheim geboren. Später zog die Familie nach Ludwigshafen-Mundenheim, in die bayerische Pfalz und das Bistum Speyer. Alle Kinder der Familie (außer dem Buben noch 2 Mädchen) hatten schon sehr früh eine Neigung zum Christentum, speziell zur katholischen Religion. Noch lange bevor jemand in der Familie an eine Konversion dachte, ministrierte Sigmund unter Pfarrer Krebs in Mundenheim schon als Messdiener bei Prozessionen und Andachten. Die Mutter starb früh und der Vater wanderte ohne die Kinder nach Amerika aus, ließ ihnen jedoch den zustehenden Erbteil zurück. Alle drei Kinder der Familie Zimmern konvertierten zum katholischen Glauben. Die älteste Tochter zog ihre beiden jüngeren Geschwister auf, tatkräftig unterstützt von Pfarrer Josef Anton Krebs und einem Oggersheimer Kapuzinerpater. Sigmund kam ins Bischöfliche Konvikt St. Ludwig nach Speyer, das jüngere Mädchen zu Nonnen nach Speyer; die älteste Schwester ging in Stellung um den Lebensunterhalt zu verdienen. Sie wanderte Jahre später ebenfalls nach Amerika aus, um den verschollenen Vater zu suchen.
Der Junge hatte bereits die höhere Bürgerschule in Mannheim besucht, in Speyer ging er nun in das Gymnasium. Nach dem dortigen Abschluss studierte er an der Universität München und erhielt am 24. August 1862, von Bischof Nikolaus von Weis, in Speyer, die Priesterweihe. Im Jahr 1865 begab er sich zur Weiterführung seiner Studien nach Rom, wo er am Priesterkolleg Santa Maria dell’ Anima lebte. Danach studierte er in München weiter und promovierte dort in Theologie.
Unterm 10. Dezember 1863 erhielt Zimmern eine Anstellung als Professor der Religionslehre, der Geschichte und der Hebräischen Sprache am Speyerer Gymnasium. Am 21. Juni 1865 ernannte ihn Bischof Weis zum Domvikar und er übernahm am 1. November gleichen Jahres zusätzlich eine Professorenstelle für Homiletik und Kirchliche Kunstgeschichte am Priesterseminar der Bischofsstadt. Diese Tätigkeit übte er aus bis zu seiner Wahl als Domkapitular, am 13. Juni 1891. Schon 1890 hatte ihn Leo XIII. zum Päpstlichen Ehrenprälaten ernannt, was er mit Humor und Stolz aufnahm, wie aus einem Brief vom 9. August 1890, an seinen langjährigen Freund, Prälat Anton de Waal in Rom hervorgeht:

„Kürzlich wurde ich zu meinem 25-jährigen Jubiläum als Professor am Seminar durch die Ernennung zum päpstlichen Geheimkämmerer überrascht. Ich bin ganz beschämt über diese Ehre, zumal ich nun selber zu den römischen Monsignore gehöre, die so schlecht bei mir angeschrieben stehen. Allein Sie wissen schon, dass ich bloß gewisse diplomatische Monsignore meine. Nun soll aber zum Danke meine Tätigkeit für den Hl. Stuhl noch gesteigert werden, falls es möglich ist. Gerade vom Hl. Vater geehrt zu werden ist mehr wert als alles. Wir Pfälzer halten sonst nicht viel auf Titel, aber die vom Hl. Vater gelten am Meisten. Ich bin von Gratulationen überschüttet worden. Sogar der protestantische Bürgermeister und der protestantische Polizeikommissar haben mich beglückwünscht; ebenso einige Juden aus der hiesigen Stadt. Meine jüdischen Verwandten in Paris, Brüssel, Mainz, Stuttgart, Frankfurt usw. sind ganz stolz auf ihren Monsignore Vetter...“

Man betraute ihn schließlich auch mit dem Ehrenamt des Summus Custos (Hüter) des Speyerer Domes.
Sigmund Zimmern starb am 27. März 1914 in Speyer und wurde auch dort beigesetzt. Das Staatsministerium in München kondolierte schriftlich; Dompropst Joseph Dahl bedankte sich und antwortete in einem Brief an die Regierung:

„Dr. Zimmern war ein in weiten Kreisen angesehener Priester, ein sehr begabter, liebenswürdiger, sehr gefälliger, anspruchsloser Kollege, unermüdlich tätig auf dem Gebiet der katholischen und konservativen Presse. Vor 14 Tagen hatte kein Mensch gedacht, dass er dem Tode so nahe sei. Bei einem Begräbnis zog er - der in seinem Leben nie ernstlich krank war - sich eine Erkältung zu und damit die Influenza, welche eine schwere Bronchitis und in wenigen Tagen seine Auflösung herbeiführte.“

## Besonderes
Sigmund Zimmern war politisch als Zentrumsmann aktiv und vertrat die Partei, für den Wahlkreis Speyer, zwischen 1899 und 1904 im Bayerischen Landtag.
Auch publizistisch war der Priester tätig. An der 1868 in Speyer gegründeten, katholischen Zeitung „Die Rheinpfalz“ (sie hat mit der heutigen nur den Namen gemeinsam) leitete er die Redaktion. Auch für andere Zeitschriften schrieb er eifrig, etwa für den „Pilger“ in Speyer, oder die „Augsburger Postzeitung“, wo seine Artikel meist durch eine kleine Waage, als persönliches Korrespondenzzeichen kenntlich sind. Er unternahm viele Reisen ins Ausland und schrieb immer wieder Erlebnisberichte darüber, auch in Buchform.
In dem Heimatblatt „Palatina“, einer Beilage der in Speyer erscheinenden „Pfälzer-Zeitung“, schrieb der Domkapitular in der Reihe Die Baudenkmale der Pfalz hervorragende Abhandlungen über sein Schutzobjekt, den Speyerer Dom. Ebenso verfasste er die Speyer und seine Diözese betreffenden Einträge in der 2. Auflage des vielbändigen Standardwerkes „Kirchenlexikon“ (Herder Verlag), herausgegeben von Heinrich Joseph Wetzer und Benedict Welte. Als Hüter des Domes (Summos Custos) gab Sigmund Zimmern für viele hohe Persönlichkeiten und Gelehrte, Führungen von großer historischer Sachkenntnis. Über die Öffnung der Kaisergräber im Speyerer Dom hielt er Vorträge, wovon einer – gehalten 1900 vor dem Kaufmännischen Verein Speyer – im Druck erschien. Die Abfassung des Textes für die Metalltafeln, die den Kaisern bei der Wiederbestattung jeweils mit in den Sarg gelegt wurden, nahm Zimmern mit den Professoren Grauert und Praun vor.
Als man eine systematische Inventarisierung und Dokumentation der Kunstdenkmäler in ganz Bayern plante, noch detaillierter wie sie bereits im Regierungsbezirk Oberbayern begonnen hatte, wurde dazu eine Kommission von Kapazitäten zusammengestellt, die sich im Oktober 1903, in München, unter dem Vorsitz von Staatsminister Anton von Wehner, erstmals zur Beratung traf. Neben dem Direktor des Bayerischen Reicharchivs München, Franz Ludwig von Baumann, dem Direktor des Germanischen Nationalmuseums Nürnberg, Gustav Bezold, dem Direktor des bayerischen Nationalmuseums Hugo Graf, den Professoren Hermann von Grauert, Karl Theodor von Heigel, Sigmund von Riezler, Gabriel von Seidl, Berthold Riehl und Rudolf von Seitz gehörte dazu auch Domkapitular Sigmund Zimmern aus Speyer. Die Beratungen mündeten in die Publikation einer 112-bändigen, gesamtbayerischen Kunstschätze- und Denkmaltopographie, die bis heute vorbildlich und als Quelle unentbehrlich ist. Sie erschien unter dem Titel: „Die Kunstdenkmäler von Bayern“.
Zimmern betätigte sich auch als Aktivist im katholischen Vereinswesen. Abgesehen von seiner Tätigkeit im Pfälzischen Zentrum, amtierte er jahrelang als Vorstand der katholischen Lesegesellschaft und als Vorsitzender des Aufsichtsrates der Aktiengesellschaft des katholischen Vereinshauses Speyer; ebenso gehörte er dem Vorstand des Paramentenvereins an.
Zeitgenossen rühmten die große Liebenswürdigkeit und Menschenfreundlichkeit des Prälaten, der auch karitativ sehr wohltätig gewesen sein soll. Der Nachruf im Oberhirtlichen Verordnungsblatt Speyer sagt diesbezüglich: „Nicht unerwähnt bleiben darf auch seine unerschöpfliche Barmherzigkeit. Kein Armer, kein Bedrängter der an seine Tür anklopfte, ging ungetröstet von dannen. Von seiner großen Beliebtheit zeugen die Kundgebungen nach seinem Tode. Wegen seiner Barmherzigkeit hoffen wir, daß er Barmherzigkeit gefunden hat.“